# Mugen no Ryvius
Mugen no Ryvius (無限のリヴァイアス?), nota anche come Infinite Ryvius, è una serie anime televisiva di fantascienza del 1999, prodotta in 26 episodi dalla Sunrise. Nel 2000 è stata premiata come migliore serie di animazione all'Animation Kobe. Nello stesso anno ne è stato tratto anche un manga in due tankōbon. Sia l'anime che il manga sono inediti in italiano.

## Trama
Anno 2225. Ottanta anni prima, una catastrofica eruzione solare si è propagata per tutto il sistema solare, limitando notevolmente l'esplorazione dello spazio da parte dell'uomo. Infatti, tra i pianeti del sistema si è formata un'area molto vasta e pericolosa, per via della forte attrazione gravitazionale, chiamata Geduld. La Liebe Delta, un'astronave-scuola per giovani piloti, è in viaggio di addestramento quando viene sabotata da un gruppo di terroristi proprio nei pressi del Geduld. La Liebe Delta finisce così schiacciata dalla gravità, ma l'equipaggio si sacrifica per salvare i giovani cadetti, facendoli allontanare sulla Ryvius, una misteriosa nave custodita all'interno dell'enorme nave-scuola. Senza adulti, senza regole e senza alcuna possibilità di comunicare con la Terra, i ragazzi a bordo della Ryvius, tra i quali il sedicenne Kōji Aiba e suo fratello minore Yūki, per fare fronte alla difficile situazione e poter sperare nella salvezza sono costretti ad organizzarsi in una microsocietà.

## Personaggi
- Kōji Aiba

Kōji è un ragazzo di 16 anni che ha lasciato casa per conseguire il brevetto di pilota di seconda classe sull'accademia spaziale. Kōji non è un asso come il fratello Yūki, e questo lo rende molto insicuro. Tuttavia, è una persona molto equilibrata e anche di fronte ad una decisione importante ha il sangue fredo di pensare sempre prima di agire. Doppiato da Satoshi Shiratori.
- Ikumi Oze

Ikumi Oze era compagno di Kōji durante l'addestramento sul Liebe Delta. Dopo l'attacco dei terroristi sulla nave, Ikumi, così come Yūki, assume il ruolo di pilota del Vital Guarder, una delle due parti della Ryvius, mentre Kōji è al ponte di controllo. Questa separazione è causa di molti conflitti, fino al punto che, quando Ikumi e i suoi compagni si impadroniscono della Ryvius, la loro amicizia sembra sgretolarsi. Doppiato da Tomokazu Seki.
- Hōsei Aoi

Amica di infanzia di Kōji, Aoi ha seguito il suo compagno di giochi anche nell'avventura di imbarcarsi sul Liebe Delta per diventare un pilota, anche se la sua mansione è servire il cibo ai cadetti. Al di la dell'amicizia, però, Aoi nutre un sentimento molto più profondo nei confronti di Kōji, mostrandosi spesso e volentieri parecchio gelosa. Doppiata da Hōko Kuwashima.
- Yūki Aiba

Fratello minore di Kōji, ma nonostante questo rispetto al fratello sembra avere molta più attitudine sia a pilotare che a combattere. Yūki è riottoso e non sembra nutrire buoni sentimenti nei confronti del fratello. Doppiato da Sōichirō Hoshi.
- Blue Aires

Blue è il capo di quella che sembra essere una gang sul Liebe Delta. Il suo gruppo crea un certo astio sulla nave, anche se proprio loro riescono a sgominare i terroristi che attaccano l'astronave. Blue e la sua banda in seguito prenderanno il potere sulla Ryvius, ed istituiranno un sistema a punti che però nessuno sembrerà gradire. Doppiato da Nobuyuki Hiyama.
- Juli Bahara

Juli è la più giovane fra gli Zwei, gli allievi anziani del Liebe Delta, che fungeranno da ufficiali piloti sulla Ryvius. Juli è una ragazza calma ed equilibrata, ed assume il comando delle operazioni durante l'evacuazione del Liebe Delta. Doppiata da Kyōko Hikami.
- Neya

Neya è la "Sphix" della Ryvius. In pratica, il suo compito è di controllare la Ryvius, e in particolare il Vital Guarder. La natura di Neya non è definita, dal momento che non sembra pienamente umana. Si sveglia quando i cadetti della Liebe Delta salgono a bordo e ne avverte i pensieri, talvolta reagendo alle loro emozioni. Doppiata da Rei Sakuma.

## Episodi
| Nº | Titolo italiano Giapponese 「Kanji」 - Rōmaji                           | In onda          | In onda |
| Nº | Titolo italiano Giapponese 「Kanji」 - Rōmaji                           | Giapponese       |         |
| 1  | The Time We Should Come Forth 「きたるべきとき」 - kitaru beki toki     | 6 ottobre 1999   |         |
| 2  | Unnecessary Things 「よけいなこと」 - yokei na koto                     | 13 ottobre 1999  |         |
| 3  | Cross the Ocean 「うなばらをこえて」 - unabara o koe te                 | 20 ottobre 1999  |         |
| 4  | Ryvius's Ring 「リヴァイアスのわ」 - rivaiasu no wa                     | 27 ottobre 1999  |         |
| 5  | A Small Conclusion 「ちいさなまとまり」 - chiisana matomari             | 3 novembre 1999  |         |
| 6  | My Moment 「ぼくのせつな」 - boku no setsuna                            | 10 novembre 1999 |         |
| 7  | Changing Time 「かわりゆくとき」 - kawari yuku toki                     | 17 novembre 1999 |         |
| 8  | We Didn't Know Anything 「なにもしらなかった」 - nani mo shira nakat ta | 24 novembre 1999 |         |
| 9  | Vital Guarder 「ヴァイタル・ガーダー」 - vaitaru.gaadaa                 | 3 dicembre 1999  |         |
| 10 | And We Couldn't Believe 「しんじられなくても」 - shinji rare naku te mo | 10 dicembre 1999 |         |
| 11 | After the Festival 「まつりのあと」 - matsuri no ato                    | 17 dicembre 1999 |         |
| 12 | The Future's Existance 「みらいのありか」 - mi rai no ari ka            | 22 dicembre 1999 |         |
| 13 | The Only Things We Touch 「ふれあうことしか」 - fureau koto shika       | 29 dicembre 1999 |         |
| 14 | Too Intentionally 「いしきしすぎ」 - ishi kishi sugi                    | 5 gennaio 2000   |         |
| 15 | When We Set Adrift 「ながされるままに」 - nagasa reru mama ni           | 12 gennaio 2000  |         |
| 16 | Distorted World 「ゆがむせかい」 - yu ga muse kai                       | 19 gennaio 2000  |         |
| 17 | Unrestrained Order 「じゆうなちつじょ」 - ji yū na chi tsu ji?          | 26 gennaio 2000  |         |
| 18 | We Didn't Understand 「わかりあえない」 - wakari ae nai                 | 2 febbraio 2000  |         |
| 19 | A Smile From You 「えがおできみと」 - egao de kimi to                   | 9 febbraio 2000  |         |
| 20 | Things You Can't Give Up 「ゆずれないもの」 - yuzure nai mono           | 16 febbraio 2000 |         |
| 21 | We Don't Need Tomorrow 「あしたなんかいらない」 - ashita nanka ira nai  | 23 febbraio 2000 |         |
| 22 | In Order to Survive 「いきのこるために」 - ikinokoru tame ni            | 1º marzo 2000    |         |
| 23 | The Torn-off Past 「ちぎれたかこ」 - chigire ta kako                    | 8 marzo 2000     |         |
| 24 | Kouzi Aiba 「あいばこうじ」 - ai ba kooji                               | 15 marzo 2000    |         |
| 25 | In Order to be Me 「おれであるために」 - ore de aru tame ni             | 22 marzo 2000    |         |
| 26 | Tomorrow 「あした」 - ashita                                            | 29 marzo 2000    |         |

## Sigle
Sigla di apertura giapponese
"Dis", testo di Yuho Iwasato, musica di M-Rie, arrangiamento di M.I.D., è interpretata da Mika Arisaka
Sigla di chiusura giapponese
"Yume o sugitemo" (oltre i sogni), testo di Keiko Kitagawa, musica e arrangiamento di Katsuhisa Hattori è interpretata da Mika Arisaka.

## Temi e simbolismi
Infinite Ryvius è una serie molto complessa, con diversi temi affrontati "fra le righe" e simbolismi, molti dei quali in comune con "Il signore delle mosche".
- Responsabilità - I pochi personaggi adulti a bordo del Ryvius vengono eliminati dalla storia nelle prime puntate, pertanto i giovani protagonisti sono spesso costretti a prendersi la responsabilità di decisioni difficili, privi di guida da parte di adulti.
- Perdita dell'innocenza - Le nuove responsabilità e le diverse situazioni "da adulti" che i protagonisti si trovano ad affrontare, li portano ad una rapida e precoce perdita dell'innocenza.
- Politica - Nel corso della serie, la gerarchia di potere fra i personaggi diventa una struttura politica nel microcosmo della nave.